# Canidia chemsaki
Espèce
Canidia chemsaki est une espèce de capricornes de la sous-famille des Lamiinae.

## Systématique
L'espèce Canidia chemsaki a été décrite en 2005 par James Earl Wappes (d) et Steven Wayne Lingafelter (d).

## Répartition
Canidia chemsaki se rencontre au Mexique.

## Description
Canidia chemsaki mesure, pour les femelles, de 11,0 à 14,2 mm de long pour 3,8 à 4,5 mm de large et, pour les mâles, de 10,5 à 11,2 mm de long pour 3,2 à 3,5 mm de large.

## Étymologie
Son nom spécifique, chemsaki, lui a été donné en l'honneur de John Andrew Chemsak (d) (1932-2007), entomologiste américain, et ce en reconnaissance de sa contribution à la systématique des capricornes et pour ses encouragements enthousiastes à tous ceux désirant contribuer à la science.

## Publication originale
- (en) James E. Wappes et Steven W. Lingafelter, « The genus Canidia Thomson, 1857 (Coleoptera: Cerambycidae, Lamiinae, Acanthocinini) », Zootaxa, Magnolia Press (d), vol. 927, no 1,‎ 30 mars 2005, p. 1–27 (ISSN 1175-5334 et 1175-5326, OCLC 49030618, DOI 10.11646/ZOOTAXA.927.1.1, lire en ligne).